# Llista d'asteroides/160101-160200
| Nom      | Designació provisional | Data de descobriment   | Lloc de descobriment | Descobridor/s  |
| -------- | ---------------------- | ---------------------- | -------------------- | -------------- |
| 160101 - | 2000 RM23              | 1 de setembre de 2000  | Socorro              | LINEAR         |
| 160102 - | 2000 RX73              | 2 de setembre de 2000  | Socorro              | LINEAR         |
| 160103 - | 2000 RM104             | 6 de setembre de 2000  | Socorro              | LINEAR         |
| 160104 - | 2000 SG27              | 23 de setembre de 2000 | Socorro              | LINEAR         |
| 160105 - | 2000 SK43              | 26 de setembre de 2000 | Colleverde           | V. S. Casulli  |
| 160106 - | 2000 SS62              | 24 de setembre de 2000 | Socorro              | LINEAR         |
| 160107 - | 2000 SD98              | 23 de setembre de 2000 | Socorro              | LINEAR         |
| 160108 - | 2000 SY144             | 24 de setembre de 2000 | Socorro              | LINEAR         |
| 160109 - | 2000 SH148             | 24 de setembre de 2000 | Socorro              | LINEAR         |
| 160110 - | 2000 SW152             | 24 de setembre de 2000 | Socorro              | LINEAR         |
| 160111 - | 2000 SZ160             | 27 de setembre de 2000 | Socorro              | LINEAR         |
| 160112 - | 2000 SP189             | 22 de setembre de 2000 | Haleakala            | NEAT           |
| 160113 - | 2000 SK216             | 26 de setembre de 2000 | Socorro              | LINEAR         |
| 160114 - | 2000 SX216             | 26 de setembre de 2000 | Socorro              | LINEAR         |
| 160115 - | 2000 ST237             | 25 de setembre de 2000 | Socorro              | LINEAR         |
| 160116 - | 2000 SR241             | 24 de setembre de 2000 | Socorro              | LINEAR         |
| 160117 - | 2000 SY253             | 24 de setembre de 2000 | Socorro              | LINEAR         |
| 160118 - | 2000 SU268             | 27 de setembre de 2000 | Socorro              | LINEAR         |
| 160119 - | 2000 TM31              | 4 d'octubre de 2000    | Kitt Peak            | Spacewatch     |
| 160120 - | 2000 UU7               | 24 d'octubre de 2000   | Socorro              | LINEAR         |
| 160121 - | 2000 UZ44              | 24 d'octubre de 2000   | Socorro              | LINEAR         |
| 160122 - | 2000 UT60              | 25 d'octubre de 2000   | Socorro              | LINEAR         |
| 160123 - | 2000 UQ75              | 31 d'octubre de 2000   | Socorro              | LINEAR         |
| 160124 - | 2000 UM98              | 25 d'octubre de 2000   | Socorro              | LINEAR         |
| 160125 - | 2000 VF8               | 1 de novembre de 2000  | Socorro              | LINEAR         |
| 160126 - | 2000 WW94              | 21 de novembre de 2000 | Socorro              | LINEAR         |
| 160127 - | 2000 WX96              | 21 de novembre de 2000 | Socorro              | LINEAR         |
| 160128 - | 2000 XK19              | 4 de desembre de 2000  | Socorro              | LINEAR         |
| 160129 - | 2000 XP23              | 4 de desembre de 2000  | Socorro              | LINEAR         |
| 160130 - | 2000 XU32              | 4 de desembre de 2000  | Socorro              | LINEAR         |
| 160131 - | 2000 XS45              | 15 de desembre de 2000 | Socorro              | LINEAR         |
| 160132 - | 2000 YJ7               | 20 de desembre de 2000 | Socorro              | LINEAR         |
| 160133 - | 2000 YZ60              | 30 de desembre de 2000 | Socorro              | LINEAR         |
| 160134 - | 2000 YP124             | 29 de desembre de 2000 | Anderson Mesa        | LONEOS         |
| 160135 - | 2000 YB131             | 30 de desembre de 2000 | Socorro              | LINEAR         |
| 160136 - | 2001 BV10              | 20 de gener de 2001    | Socorro              | LINEAR         |
| 160137 - | 2001 BU41              | 20 de gener de 2001    | Socorro              | LINEAR         |
| 160138 - | 2001 CT35              | 13 de febrer de 2001   | Socorro              | LINEAR         |
| 160139 - | 2001 CK47              | 13 de febrer de 2001   | Kitt Peak            | Spacewatch     |
| 160140 - | 2001 DZ3               | 16 de febrer de 2001   | Socorro              | LINEAR         |
| 160141 - | 2001 DW8               | 16 de febrer de 2001   | Socorro              | LINEAR         |
| 160142 - | 2001 DG101             | 16 de febrer de 2001   | Socorro              | LINEAR         |
| 160143 - | 2001 ED17              | 14 de març de 2001     | Socorro              | LINEAR         |
| 160144 - | 2001 FN52              | 18 de març de 2001     | Socorro              | LINEAR         |
| 160145 - | 2001 FR88              | 26 de març de 2001     | Kitt Peak            | Spacewatch     |
| 160146 - | 2001 HU22              | 26 d'abril de 2001     | Desert Beaver        | W. K. Y. Yeung |
| 160147 - | 2001 KN76              | 22 de maig de 2001     | Cerro Tololo         | M. W. Buie     |
| 160148 - | 2001 KV76              | 24 de maig de 2001     | Cerro Tololo         | M. W. Buie     |
| 160149 - | 2001 LC10              | 15 de juny de 2001     | Socorro              | LINEAR         |
| 160150 - | 2001 MP30              | 16 de juny de 2001     | Anderson Mesa        | LONEOS         |
| 160151 - | 2001 ND2               | 13 de juliol de 2001   | Palomar              | NEAT           |
| 160152 - | 2001 OS54              | 22 de juliol de 2001   | Palomar              | NEAT           |
| 160153 - | 2001 OD59              | 21 de juliol de 2001   | Haleakala            | NEAT           |
| 160154 - | 2001 QD103             | 19 d'agost de 2001     | Socorro              | LINEAR         |
| 160155 - | 2001 QP138             | 22 d'agost de 2001     | Socorro              | LINEAR         |
| 160156 - | 2001 QA283             | 18 d'agost de 2001     | Anderson Mesa        | LONEOS         |
| 160157 - | 2001 RZ19              | 7 de setembre de 2001  | Socorro              | LINEAR         |
| 160158 - | 2001 RS121             | 12 de setembre de 2001 | Socorro              | LINEAR         |
| 160159 - | 2001 SU79              | 20 de setembre de 2001 | Socorro              | LINEAR         |
| 160160 - | 2001 SL116             | 21 de setembre de 2001 | Socorro              | LINEAR         |
| 160161 - | 2001 SF283             | 22 de setembre de 2001 | Socorro              | LINEAR         |
| 160162 - | 2001 SX345             | 23 de setembre de 2001 | Haleakala            | NEAT           |
| 160163 - | 2001 TB209             | 12 d'octubre de 2001   | Anderson Mesa        | LONEOS         |
| 160164 - | 2001 TW252             | 14 d'octubre de 2001   | Apache Point         | SDSS           |
| 160165 - | 2001 UR                | 18 d'octubre de 2001   | Emerald Lane         | L. Ball        |
| 160166 - | 2001 UH88              | 21 d'octubre de 2001   | Kitt Peak            | Spacewatch     |
| 160167 - | 2001 UH131             | 20 d'octubre de 2001   | Socorro              | LINEAR         |
| 160168 - | 2001 UF145             | 23 d'octubre de 2001   | Socorro              | LINEAR         |
| 160169 - | 2001 UJ149             | 23 d'octubre de 2001   | Socorro              | LINEAR         |
| 160170 - | 2001 VM40              | 9 de novembre de 2001  | Socorro              | LINEAR         |
| 160171 - | 2001 VJ48              | 9 de novembre de 2001  | Socorro              | LINEAR         |
| 160172 - | 2001 VP78              | 15 de novembre de 2001 | Socorro              | LINEAR         |
| 160173 - | 2001 VR125             | 12 de novembre de 2001 | Socorro              | LINEAR         |
| 160174 - | 2001 WZ7               | 17 de novembre de 2001 | Socorro              | LINEAR         |
| 160175 - | 2001 WN28              | 17 de novembre de 2001 | Socorro              | LINEAR         |
| 160176 - | 2001 WN29              | 17 de novembre de 2001 | Socorro              | LINEAR         |
| 160177 - | 2001 WA58              | 19 de novembre de 2001 | Socorro              | LINEAR         |
| 160178 - | 2001 WK61              | 19 de novembre de 2001 | Socorro              | LINEAR         |
| 160179 - | 2001 WD75              | 20 de novembre de 2001 | Socorro              | LINEAR         |
| 160180 - | 2001 WH77              | 20 de novembre de 2001 | Socorro              | LINEAR         |
| 160181 - | 2001 WH88              | 19 de novembre de 2001 | Socorro              | LINEAR         |
| 160182 - | 2001 WJ102             | 19 de novembre de 2001 | Anderson Mesa        | LONEOS         |
| 160183 - | 2001 XA73              | 11 de desembre de 2001 | Socorro              | LINEAR         |
| 160184 - | 2001 XM114             | 13 de desembre de 2001 | Socorro              | LINEAR         |
| 160185 - | 2001 XF117             | 13 de desembre de 2001 | Socorro              | LINEAR         |
| 160186 - | 2001 XB123             | 14 de desembre de 2001 | Socorro              | LINEAR         |
| 160187 - | 2001 XU165             | 14 de desembre de 2001 | Socorro              | LINEAR         |
| 160188 - | 2001 XA187             | 14 de desembre de 2001 | Socorro              | LINEAR         |
| 160189 - | 2001 XS194             | 14 de desembre de 2001 | Socorro              | LINEAR         |
| 160190 - | 2001 XA204             | 11 de desembre de 2001 | Socorro              | LINEAR         |
| 160191 - | 2001 XK212             | 11 de desembre de 2001 | Socorro              | LINEAR         |
| 160192 - | 2001 YU11              | 18 de desembre de 2001 | Socorro              | LINEAR         |
| 160193 - | 2001 YH48              | 18 de desembre de 2001 | Socorro              | LINEAR         |
| 160194 - | 2001 YK67              | 18 de desembre de 2001 | Socorro              | LINEAR         |
| 160195 - | 2001 YF73              | 18 de desembre de 2001 | Socorro              | LINEAR         |
| 160196 - | 2001 YT84              | 18 de desembre de 2001 | Socorro              | LINEAR         |
| 160197 - | 2001 YP139             | 24 de desembre de 2001 | Haleakala            | NEAT           |
| 160198 - | 2001 YH151             | 19 de desembre de 2001 | Palomar              | NEAT           |
| 160199 - | 2002 AJ45              | 9 de gener de 2002     | Socorro              | LINEAR         |
| 160200 - | 2002 AT111             | 9 de gener de 2002     | Socorro              | LINEAR         |